# Seznam muzikálů
Seznam názvů některých muzikálů podle abecedy. U cizích muzikálů se zásadně držíme originálních názvů, podobně jako u názvů opery, ledaže je český ekvivalent zcela běžný. V závorce jsou uváděny jména autorů, jako první jméno autora (autorů) hudby, za prvním středníkem jméno autora (autorů) libreta – příp. scénáře pokud byl muzikál psán od počátku pro film, za druhým středníkem pak případně zvlášť jméno autora (autorů) textů, liší-li se od autora libreta. Následuje rok světové premiéry, tj. prvního uvedení na veřejnost (ať již divadelní, filmové, koncertní nebo jiné – např. na nahrávce). Autoři předloh pro jednotlivé muzikály se zde neuvádějí.

## A
- A Chorus Line (Marvin Hamlisch; James Kirkwood, Nicholas Dante; Edward Kleban) – 1975
- Aida (Elton John; Linda Woolverton, Robert Falls, David Henry Hwang; Tim Rice) – 1998
- Aladinova kouzelná lampa (Miloš Krkoška; Miloš Krkoška) – 2007
- Angelika (muzikál) (Michal David; Lou Fanánek Hagen, Oldřich Lichtenberg, Jozef Bednárik) – 2007
- Ať žijí duchové!
- Adam a Eva (Bohouš Josef, Zdeněk Zelenka, Boris Pralovszký)

## B
- Balada pro banditu (Miloš Štědroň; Milan Uhde) – 1975
- Bandstand
- Baron Prášil (Zdeněk Barták; Petr Markov) – 2009
- Bídníci orig. Les Misérables (Claude-Michel Schönberg; Claude-Michel Schönberg, Alain Boublil; Herbert Kretzmer, Alain Boublil) – 1980
- Blood Brothers (Willy Russell; Willy Russell) – 1983
- The Book of Mormon (Trey Parker, Robert Lopez, Matt Stone; Trey Parker, Robert Lopez, Matt Stone) – 2011

## C
- Cabaret (John Kander; Fred Ebb; Joe Masteroff) – 1966
- Carmen původní český muzikál zahraničních autorů – 2008
- Cats (Andrew Lloyd Webber; Andrew Lloyd Webber, Trevor Nunn, Gillian Lynne; T. S. Eliot, Trevor Nunn) – 1980
- Cikáni jdou do nebe orig. Табор уходит в небо / Tabor uchodit v nebo (Jevgenij Doga; Emil Loteanu) – 1975
- Come From Away
- Cyrano z predmestia původní slovenský muzikál  (Alta Vášová, Marián Varga, Pavol Hammel, Kamil Peteraj, Ján Štrasser) – 1977

## Č
- Čarodějka orig. Which Witch – 1987
- Čarodějky z Eastwicku orig. Witches Of Eastwick (Dana P. Rowe; John Dempsey) – 2000

## D
- Dáma na kolejích
- Dáma s kaméliemi (Michal Pavlíček; 	Viktorie Čermáková, Karel Steigerwald) – 2007
- Dear Evan Hansen (Benj Pasek, Justin Paul, Steven Levenson) – 2016
- Devět křížů (Robin Schenk, Petr Štěpán, Miroslav Ondra)- 2022
- Děsnej pátek orig. Freaky Friday (Tom Kitt, Brian Yorkey, Bridget Carpenterová, Mary Rodgersová) – 2016
- Discopříběh (Michal David, František Janeček; Eduard Pergner, Jaroslav Soukup) – 1987
- Discopříběh 2 (Michal David, Jindřich Parma; Eduard Pergner, Jaroslav Soukup) – 1991
- Divá Bára (Miloš Štědroň, Leoš Kuba; Milan Uhde) – 2012
- Divotvorný hrnec orig. Finian's Rainbow (Burton Lane; Edgar Yipsel Harburg, Fred Saidy; Edgar Yipsel Harburg) – 1947
- Dirty dancing
- Dracula (Karel Svoboda; Zdeněk Borovec, Richard Hes; Zdeněk Borovec) – 1995
- Dreamgirls – 1981
- Děti ráje

## E
- Edward Kelley (Míra Kuželka; Richard Řeřicha; Vlastimil Novák) – 2012
- Elisabeth (Sylvester Levay; Michael Kunze) – 1992
- Evita (Andrew Lloyd Webber; Tim Rice) – 1976
- Excalibur (Michal Pavlíček; Karel Steigerwald; Vlastimil Třešňák, Jan Sahara Hedl, Karel Steigerwald) – 2003

## F
- Falsettos (William Finn; James Lapine) – 1992
- Fame (Steve Margoshes; Jose Fernandez; Jacques Levy) – 1988
- Funny Girl (Jule Styne; Isobel Lennart; Bob Merrill) – 1964
- Fantom Opery (Andrew Lloyd Webber; Charles Hart; Richard Stilgoe)-1986

## G
- Galileo (Janek Ledecký; Janek Ledecký) – 2003
- Golem (Karel Svoboda, Zdeněk Zelenka, Lou Fanánek Hagen) – 2006
- Gutenberg! The Musical! – 2006
- Grand Hotel (Robert Wright, George Forrest, Maury Yeston, Luther Davis, Vicki Baumová) – 1989

## H
- Hair (Galt MacDermot; James Rado, Gerome Ragni) – 1967
- Hamilton (Lin-Manuel Miranda) – 2015
- Hamlet (Janek Ledecký; Janek Ledecký) – 1999
- Hello, Dolly! (Jerry Herman; Michael Stewart; Jerry Herman) – 1964
- Heathers - 2010

## Ch
- Chess Björn Ulvaeus, Benny Andersson; Richard Nelson; Tim Rice) – 1984
- Chicago (John Kander; Fred Ebb, Bob Fosse; Fred Ebb) – 1975

## I
- IAGO – 2016

## J
- Jack Rozparovač (Vašo Patejdl; Ivan Hejna; Eduard Krečmar) – 2007
- Jane Eyrová (Paul Gordon, John Caird, Charlotte Brontëová) – 2000
- Jekyll & Hyde (Frank Wildhorn; Leslie Bricusse; Leslie Bricusse, Frank Wildhorn, Steve Cuden) – 1997
- Jesus Christ Superstar (Andrew Lloyd Webber; Tim Rice) – 1971
- Johanka z Arku (Ondřej Soukup; Jiří Hubač; Gabriela Osvaldová) – 2000
- Joseph and the Amazing Technicolor Dreamcoat (Andrew Lloyd Webber; Tim Rice) – 1968
- Jazz Side Story (Arthur Laurents, Leonard Bernstein, Stephen Sondheim) – 1996
- Juno a Avos (Alexej Rybnikov; Andrej Vozněsenskij) – 1981

## K
- Kapka medu pro Verunku – 2012
- Kdyby tisíc klarinetů (Jiří Šlitr; Jiří Suchý, Ján Roháč) – 1965
- Kismet (Alexander Borodin; Charles Lederer, Luther Davis; Robert Wright, George Forrest) – 1953
- Kiss Me, Kate (Cole Porter; Samuel Spewack, Bella Spewack; Cole Porter) – 1948
- Kleopatra (Michal David; Zdeněk Borovec, Lucie Stropnická, Lou Fanánek Hagen) – 2002
- Krysař (Daniel Landa; Daniel Landa) – 1996
- Kvaska
- Koločava (Petr Ulrych; Stanislav Moša;) – 2001
- Kráska a zvíře (Martin Doepke, Elke Schlimbach, Grant Stevens, Christian Bieniek, Hans Holzbecher, Andrea Friedrichs;) – 1994
- Kvítek z horrroru (Howard Ashman, Alan Menken;) – 1982

## L
- La La Land
- Limonádový Joe
- Lví král (Elton John; Roger Allers, Irene Mecchi; Tim Rice) – 1997
- Little Shop of Horrors (Alan Menken; Howard Ashman) – 1982

## M
- Madagaskar – 2017
- Malované na skle orig. Na szkle malowane (Katarzyna Gärtner; Ernest Bryll) – 1970
- Mamma Mia! (Björn Ulvaeus, Benny Andersson; Björn Ulvaeus, Benny Andersson; Catherine Johnson) – 1999
- Man Of La Mancha (Muž z kraje La Macha / Muž z La Manchy)
- Markéta Lazarová (Petr Ulrych; Stanislav Moša) – 2007
- Martin Guerre (Claude-Michel Schönberg; Claude-Michel Schönberg, Alain Boublil; Alain Boublil, Edward Hardy, Stephen Clark, Herbert Kretzmer) – 1996
- Mary Poppins (P. L. Traversová, Richard Sherman, Robert Sherman, Julian Fellowes, George Stiles, Anthony Drewe)
- Mefisto (Daniel Barták, Zdeněk Zelenka, Boris Pralovszký)
- Miss Saigon (Claude-Michel Schönberg; Claude-Michel Schönberg, Alain Boublil; Alain Boublil, Richard Maltby, Jr.) – 1989
- Mona Lisa (Michal David; Bohouš Josef) – 2007
- Monte Cristo (Karel Svoboda; Richard Hes; Zdeněk Borovec) – 2000
- Moulin Rouge (IMDb)
- Mozart!
- Mrazík
- Muž se železnou maskou – 2017
- My Fair Lady (Frederick Loewe; Alan Jay Lerner) – 1956
- Mýdlový princ – 2015
- Matilda - 2022

## N
- Nana (Miloš Štědroň; Milan Uhde) – 2005
- Natasha, Pierre & The Great Comet of 1812
- Němcová! (Václav Noid Bárta; Jiří Pokorný) – 2008
- Noc na Karlštejně (Karel Svoboda; Zdeněk Podskalský; Jiří Štaidl) – 1973, později též jevištní verze
- Notre Dame de Paris (Riccardo Cocciante; Luc Plamondon) – 1998
- Nightmare before christmas (Tim Burton; Danny Elfman)
- Next to normal (Tom Kitt; Brian Yorkey) – 2008

## O
- Obraz Doriana Graye (Michal Pavlíček; Jan Sahara Hedl) – 2006
- Odysseia (Oldřich Veselý; Zbyněk Srba; Pavel Vrba) – 2006
- Oklahoma (Richard Rodgers; Oscar Hammerstein II) – 1943
- Oliver! (Lionel Bart; Lionel Bart) – 1960
- Očistec (Zdenek Merta; Stanislav Moša) – 2013

## P
- Pěna dní (Milan Svoboda; Jan Vedral) – 1994
- Phantom of the Opera (Andrew Lloyd Webber; Andrew Lloyd Webber, Charles Hart, Richard Stilgoe; Charles Hart, Richard Stilgoe) – 1986
- Pomáda orig. Grease (Jim Jacobs, Warren Casey; Jim Jacobs, Warren Casey) – 1971
- Pretty Woman (Bryan Adams, Jim Vallance, Garry Marshall, J. F. Lawton) – 2018
- Princové jsou na draka
- The Producers (Mel Brooks; Mel Brooks) – 2001
- První rande orig. First Date (Alan Zachary, Michael Weiner) – 2012
- Příběh nezištné lásky (Vavřinec Skýpala; Vavřinec Skýpala) – 2009
- Papežka (Dennis Martin; Donna W. Cross) – 2011
- Pokrevní bratři (Willy Russell) – 2012
- Peklo (Zdenek Merta; Stanislav Moša) – 2008
- Ptákoviny podle Aristofana (Zdenek Merta; Jiří Žáček, Aristofanés) – 2010

## R
- Radúz a Mahulena (Petr Ulrych; Stanislav Moša) – 1997
- Ráj (Zdenek Merta, Stanislav Moša) – 2020
- Rebelové (různí autoři, Michal David, Zdeněk Zelenka) – 2001
- Rent (Jonathan Larson; Jonathan Larsson) – 1994
- Rent (IMDb)
- Rocky
- Roméo et Juliette (Gérard Presgurvic; Gérard Presgurvic) – 2001
- Rusalka (Zdeněk John; Jaroslav Kvapil, Michael Prostějovský) – 1998

## S
- Sestra v akci – 2006
- Singing In The Rain (IMDb)
- Singin' in the Rain (Nacio Herb Brown; Betty Comden, Adolph Green; Arthur Freed) – 1952
- Sny svatojánských nocí (Zdenek Merta; Stanislav Moša) – 1991
- Some Like It Hot (IMDb)
- The Sound of Music (Richard Rodgers; Howard Lindsay, Russel Crouse, Maria Augusta Trapp; Oscar Hammerstein II) – 1959
- Starci na chmelu
- Starlight Express (Andrew Lloyd Webber; Richard Stilgoe) – 1984
- Starmania (Michel Berger; Luc Plamondon) – 1976
- Sunset Boulevard (Andrew Lloyd Webber; Don Black, Christopher Hampton) – 1991
- Svět plný andělů (Zdenek Merta; Stanislav Moša) – 2000
- Sweet Charity (Cy Coleman; Neil Simon; Dorothy Fields) – 1966
- Spring Awakening (Duncan Sheik; Steven Sater) – 2006
- Sněhurka a sedm trpaslíků (Karel Cón; Petr Štěpán, Jan Šotkovský, Stano Slovák) – 2008
- Sugar! (Někdo to rád horké) (Jule Styne, Bob Merrill, Peter Stone) – 1959
- Sweeney Todd

## Š
- Šumař na střeše orig. Fiddler on the Roof (Jerry Bock; Joseph Stein; Sheldon Harnick) – 1964
- Škola základ života (Hana Burešová; Jaroslav Žák, Hana Burešová) – 2010

## T
- Tajemství (Daniel Landa; Daniel Landa) – 2005
- Takmer ružový príbeh (Juraj Jakubisko) – 1990
- Tanz der Vampire (Jim Steinman; Michael Kunze) – 1997
- Thriller live ([[ ]]; Michael Jackson) – 2008
- Thoroughly Modern Millie (Jeanine Tesori; Richard Morris, Dick Scanlan; Dick Scanlan) – 2002
- Tommy (Pete Townshend – The Who; Pete Townshend, Des McAnuff; Pete Townshend) – 1969
- Touha – (Daniel Landa, Mirijam Landa) – 2008
- Trhák
- Tři mušketýři (Michal David; Lou Fanánek Hagen) – 2004

## V
- Victor/Victoria (Henry Mancini, Frank Wildhorn; Blake Edwards; Leslie Bricusse, Frank Wildhorn) – 1995
- Hair (Galt MacDermot; James Rado, Gerome Ragni) – 1967

## W
- West Side Story (Leonard Bernstein; Arthur Laurents; Stephen Sondheim) – 1957
- West Side Story (IMDb)

## Z
- Zločin v šantánu (Jiří Šlitr, Jiří Suchý, 1968)
- Zahrada divů (Zdenek Merta; Stanislav Moša) – 2004
- Zvonokosy (Jindřich Brabec; Petr Markov) – 1984
- Zorba (John Kander; Joseph Stein; Fred Ebb) – 1968
- Zorro (Gipsy Kings; John Cameron, Stephen Clark, Helen Edmundson, Isabel Allende) – 2008